# 게로 (쾰른 대교구장)

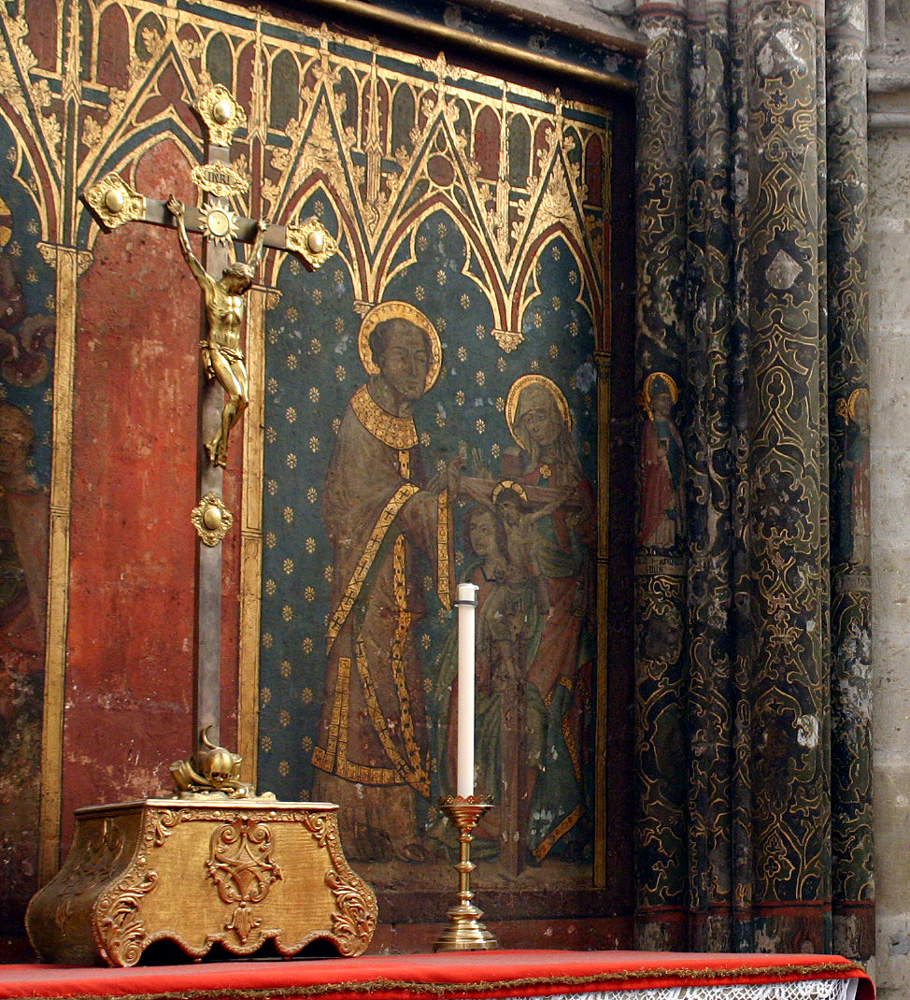

게로 (Gero von Köln)은 969년부터 976년까지 쾰른의 대주교였다. 약 900년경 튀링겐에서 태어나, 976년 6월 28일 쾰른에서 사망하였다.

## 같이 보기
- 게로 십자가